# Red Buttons
Red Buttons, született Aaron Chwatt (Manhattan, 1919. február 5. – Century City, 2006. július 13.) Oscar- és Golden Globe-díjas amerikai színész, humorista.
A fenti díjakat az 1957-es Szajonara című film mellékszereplőjeként vehette át. A szereppel egy további BAFTA-díjra is jelölték, mint legígéretesebb elsőfilmes szereplőt. Egyéb, fontosabb filmjei közé tartozik A lovakat lelövik, ugye? (1969), A Poszeidon katasztrófa (1972) és a Peti sárkánya (1977).
1995–2005 között a Vészhelyzet epizódjainak visszatérő szereplője volt, 2005-ben legjobb férfi vendégszínészként Primetime Emmy-díjra jelölték.

## Fiatalkora és családja
Aaron Chwatt néven született Manhattan Lower East Side negyedében. Édesapja, Michael Chwatt kalapkészítő munkás volt, édesanyja, Sophie Chwatt pedig háziasszony. Két testvére volt, egy Joe nevű bátyja, és egy Ida nevű húga. Későbbi elmondása szerint rosszhírű környéken nőtt fel.
Családjával később Bronxba költöztek. Tizenkét évesen lépett először színpadra, Little Skippy néven, megnyerve egy amatőr versenyt. Miközben a Evander Childs High School tanulója volt, a bronxi Ryan’s bárban dolgozott liftesfiúként és énekesként (más források szerint énekes pincérként). Itt kapta a Red Buttons („vörös gombok”) becenevet, melyet a későbbiekben is művésznévként használt: sokgombos egyenruhája miatt „Buttons” („gombok”) néven illették, a „Red” pedig vörös hajszínére utalt.

## Pályafutása
Az 1930-as évektől kezdett burleszk előadóként fellépni. 1941-ben José Ferrer felfedezte őt és Buttons bekerült egy készülő Broadway-darabba. A szatirikus hangvételű, Hawaii-on játszódó művet azonban a Pearl Harbor elleni japán támadás miatt sosem mutatták be a közönség előtt. 1943-ban, a második világháború alatt besorozták az USAAF kötelékébe, ahol továbbra is vállalt komikusi fellépéseket a hadsereg megbízásából.
1952-ben saját varietéműsort kapott a CBS csatornán The Red Buttons Show címen. Bár eleinte magas nézettséget ért el, a második évad már nem nyerte el a nézők tetszését. Buttons számos forgatókönyvírót felfogadott a siker érdekében, két év alatt 163-an próbáltak nála szerencsét. A CBS végül törölte a műsorról a programot, de az NBC átvette azt. A harmadik évadot szituációs komédia-formátumban készítették el, de a The Red Buttons Show 1955-ben végleg befejeződött.
A következő két évben csupán vendégszerepléseket vállaló Buttons 1957-ben egy tőle szokatlan, drámai szerepben érte el legnagyobb kritikai sikereit. A koreai háború idején játszódó Szajonara című romantikus drámában a Japánban állomásozó Joe Kellyt, az amerikai légierő pilótáját alakította. A történet szerint feleségül vesz egy japán nőt, akit nem hajlandó elhagyni akkor sem, amikor kiderül: nem viheti magával az Államokba. A Marlon Brando főszereplésével készült filmmel Buttons elnyerte a legjobb férfi mellékszereplőnek járó Oscar- és Golden Globe-díjat.
Ezután feltűnt az Állatfogó kommandó (1962), A leghosszabb nap (1962) és a Jean Harlow életéről szóló Harlow (1965) című filmekben – utóbbi mellékszerepéért újabb Golden Globe-ra jelölték. Az 1969-ben bemutatott A lovakat lelövik, ugye? egy harmadik Arany Glóbusz-jelölést is hozott számára. Az 1970-es évek elejétől fontosabb filmjei voltak A Poszeidon katasztrófa (1972), a Peti sárkánya (1977), Paul Newmannel Az idő szorításában (1980) és az Agglegényke (1988).
Pályafutásának utolsó évtizedeiben televíziós sorozatokban vendégszerepelt. 1995 és 2005 között a Vészhelyzet epizódjaiban alakította Jules "Ruby" Rubadoux pácienst. A szereppel 2005-ben Primetime Emmy-díjra jelölték.

## Magánélete és halála
Három házasságából két gyermeke született.
2006. július 13-án, 87 évesen hunyt el Los Angeles Century City városrészében található otthonában. Halálát szív- és érrendszeri betegség okozta.

## Filmográfia

### Film
| Év   | Magyar cím               | Eredeti cím                      | Szerep                                                | Magyar hang       |
| ---- | ------------------------ | -------------------------------- | ----------------------------------------------------- | ----------------- |
| 1944 |                          | Winged Victory                   | Whitey / Andrews Sister                               |                   |
| 1946 |                          | 13 Rue Madeleine                 | ejtőernyős (stáblistán nem szerepel)                  |                   |
| 1951 |                          | Footlight Varieties              | Red Buttons                                           |                   |
| 1957 | Szajonara                | Sayonara                         | Joe Kelly                                             | Bozsó Péter       |
| 1957 | Szajonara                | Sayonara                         | Joe Kelly                                             | Kapácsy Miklós    |
| 1958 |                          | Imitation General                | Chan Derby tizedes                                    |                   |
| 1959 | Nagycirkusz              | The Big Circus                   | Randy Sherman                                         |                   |
| 1961 | Egy, kettő, három        | One, Two, Three                  | katonai rendőrség őrmestere (stáblistán nem szerepel) |                   |
| 1962 | Állatfogó kommandó       | Hatari!                          | Pockets                                               | Kerekes József    |
| 1962 | Állatfogó kommandó       | Hatari!                          | Pockets                                               | Forgács Péter     |
| 1962 |                          | Five Weeks in a Balloon          | Donald O'Shay                                         |                   |
| 1962 | A leghosszabb nap        | The Longest Day                  | John Steele közlegény                                 | Usztics Mátyás    |
| 1962 | A leghosszabb nap        | The Longest Day                  | John Steele közlegény                                 | Cseke Péter       |
| 1962 |                          | Gay Purr-ee                      | Robespierre (hangja)                                  |                   |
| 1963 |                          | A Ticklish Affair                | Simon "Uncle Cy" Shelley repülőtiszt                  |                   |
| 1964 | Csalfa szív              | Your Cheatin’ Heart              | Shorty Younger                                        |                   |
| 1965 |                          | Up from the Beach                | Harry Devine közlegény                                |                   |
| 1965 |                          | Harlow                           | Arthur Landau                                         |                   |
| 1966 |                          | Stagecoach                       | Peacock                                               |                   |
| 1969 | A lovakat lelövik, ugye? | They Shoot Horses, Don't They?   | tengerész                                             | Dégi István       |
| 1971 |                          | Who Killed Mary What’s ’Er Name? | Mickey Isador                                         |                   |
| 1972 | A Poszeidon katasztrófa  | The Poseidon Adventure           | James Martin                                          | Kaló Flórián      |
| 1972 | A Poszeidon katasztrófa  | The Poseidon Adventure           | James Martin                                          | Juhász György     |
| 1976 | Gable és Lombard         | Gable and Lombard                | Ivan Cooper                                           | Harkányi Endre    |
| 1977 |                          | Viva Knievel!                    | Ben Andrews                                           |                   |
| 1977 | Peti sárkánya            | Pete’s Dragon                    | Hoagy                                                 | Tóth Zoltán       |
| 1977 | Peti sárkánya            | Pete’s Dragon                    | Hoagy                                                 | Szerednyey Béla   |
| 1978 | A papa mozija            | Movie Movie                      | Peanuts / Jinks Murphy                                | Cs. Németh Lajos  |
| 1979 |                          | C.H.O.M.P.S.                     | Bracken                                               |                   |
| 1980 | Az idő szorításában      | When Time Ran Out...             | Francis Fendly                                        | Dobránszky Zoltán |
| 1988 | Agglegényke              | 18 Again!                        | Charlie                                               | Dobránszky Zoltán |
| 1990 | Szirénázó halál          | The Ambulance                    | Elias Zacharai                                        | Versényi László   |
| 1994 | Sorsjegyesek             | It Could Happen to You           | Walter Zakuto                                         | Dobránszky Zoltán |
| 1994 | Sorsjegyesek             | It Could Happen to You           | Walter Zakuto                                         | Pálfai Péter      |
| 1999 | Velem vagy nélküled      | The Story of Us                  | Arnie Jordan                                          | Rudas István      |
| 2001 |                          | Odessa or Bust (rövidfilm)       | idős férfi                                            |                   |

### Televízió (válogatás)
| Év        | Magyar cím                          | Eredeti cím                             | Szerep                                                | Megjegyzések              |
| --------- | ----------------------------------- | --------------------------------------- | ----------------------------------------------------- | ------------------------- |
| 1952–1955 |                                     | The Red Buttons Show                    | önmaga (házigazda)                                    | 26 epizód forgatókönyvíró |
| 1952–1966 |                                     | The Ed Sullivan Show                    | önmaga                                                | 10 epizód                 |
| 1958      |                                     | The Eddie Fisher Show                   | önmaga                                                | 2 epizód                  |
| 1959–1961 |                                     | General Electric Theater                | Tippy-Top / George Poole hadnagy                      | 2 epizód                  |
| 1960      |                                     | The United States Steel Hour            | Plover felügyelő                                      | 1 epizód                  |
| 1963      | 20. Golden Globe-gála               | 20th Annual Golden Globes               | önmaga (házigazda)                                    | különkiadás               |
| 1982–1985 |                                     | The Tonight Show Starring Johnny Carson | önmaga                                                | 17 epizód                 |
| 1965–1966 |                                     | The Andy Williams Show                  | önmaga                                                | 2 epizód                  |
| 1966      |                                     | The Double Life of Henry Phyfe          | Henry Wadsworth Phyfe                                 | 17 epizód                 |
| 1966–1973 |                                     | The Bob Hope Show                       | önmaga                                                | 3 epizód                  |
| 1967–1968 |                                     | The Dean Martin Show                    | önmaga                                                | 2 epizód                  |
| 1967–1974 |                                     | The Merv Griffin Show                   | önmaga                                                | 16 epizód                 |
| 1968–1969 |                                     | The Jackie Gleason Show                 | önmaga                                                | 2 epizód                  |
| 1975      | A farm, ahol élünk                  | Little House on the Prairie             | William "Willie" O'Hara                               | 1 epizód                  |
| 1975–1984 |                                     | Dean Martin Celebrity Roast             | önmaga                                                | 14 epizód                 |
| 1976      | Louis Armstrong Amerikában          | Louis Armstrong — Chicago Style         | Red Cleveland                                         | tévéfilm                  |
| 1980      | Álomkereskedők                      | The Dream Merchant                      | Bruce Benson                                          | minisorozat (2 epizód)    |
| 1978–1983 | Szerelemhajó                        | The Love Boat                           | Jimmy Morrow / Buddy Redmond / Cyrus Foster nagybácsi | 3 epizód                  |
| 1978–1983 |                                     | Fantasy Island                          | Marty Howard / Cornelius Kelly / Tony Emerson         | 3 epizód                  |
| 1985      | Alice csodaországban                | Alice in Wonderland                     | A fehér nyúl                                          | minisorozat (2 epizód)    |
| 1987      |                                     | Knots Landing                           | Al Baker                                              | 6 epizód                  |
| 1987–1989 |                                     | It's Garry Shandling's Show             | önmaga                                                | 2 epizód                  |
| 1991      | Cosby                               | The Cosby Show                          | Jake Bennett                                          | 1 epizód                  |
| 1993–1994 | Roseanne                            | Roseanne                                | Jake                                                  | 2 epizód                  |
| 1995–1998 |                                     | Biography                               | önmaga (interjúztató)                                 | 5 epizód                  |
| 1995–2005 | Vészhelyzet                         | ER                                      | Jules "Ruby" Rubadoux                                 | 5 epizód                  |
| 1999      | A kiválasztott – Az amerikai látnok | Early Edition                           | Walter Stites                                         | 1 epizód                  |
| 2000      | Családjogi esetek                   | Family Law                              | Carl Porter                                           | 1 epizód                  |
| 2002      | Feltételesen szabadlábon            | Street Time                             | Sam Kahan                                             | 4 epizód                  |

## Fontosabb díjak és jelölések

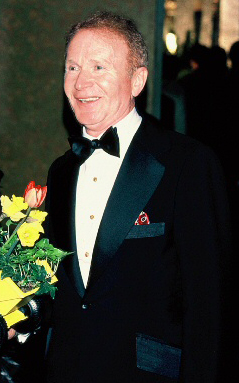
1978-ban

1960-ban televíziós tevékenységének értékeléseként saját csillagot kapott a Hollywood Walk of Fame-n.
| Átadó éve | Díj                | Kategória                            | Jelölt                   | Eredmény | Ref.   |
| --------- | ------------------ | ------------------------------------ | ------------------------ | -------- | ------ |
| 1958      | Oscar-díj          | legjobb férfi mellékszereplő         | Szajonara                | Elnyerte | [ 11 ] |
| 1959      | BAFTA-díj          | legígéretesebb elsőfilmes főszereplő | Szajonara                | Jelölve  | [ 12 ] |
| 1958      | Golden Globe-díj   | legjobb férfi mellékszereplő         | Szajonara                | Elnyerte | [ 13 ] |
| 1966      | Golden Globe-díj   | legjobb férfi mellékszereplő         | Harlow                   | Jelölve  | [ 13 ] |
| 1970      | Golden Globe-díj   | legjobb férfi mellékszereplő         | A lovakat lelövik, ugye? | Jelölve  | [ 13 ] |
| 1978      | Szaturnusz-díj     | legjobb férfi mellékszereplő         | Peti sárkánya            | Jelölve  |        |
| 2005      | Primetime Emmy-díj | legjobb vendégszínész (drámasorozat) | Vészhelyzet              | Jelölve  | [ 14 ] |

## Fordítás
- Ez a szócikk részben vagy egészben  a   Red Buttons című angol Wikipédia-szócikk ezen változatának fordításán alapul.  Az eredeti cikk szerkesztőit annak laptörténete sorolja fel. Ez a jelzés csupán a megfogalmazás eredetét és a szerzői jogokat jelzi, nem szolgál a cikkben szereplő információk forrásmegjelöléseként.